# Березняк, Николай Иванович
Николай Иванович Березняк (1922—1991) — советский военачальник, генерал-лейтенант. Начальник РВВККУ имени С. С. Бирюзова (1967—1973) и ЛКВВИА имени А. Ф. Можайского (1974—1977), участник Великой Отечественной войны.

## Биография
Родился  9 мая 1922 года в селе Камейкино, Чкаловской области.
С 1940 года призван в ряды РККА и направлен для обучения в 1-е Саратовское Краснознамённое бронетанковое училище. С 1942 года участник Великой Отечественной войны в должности командира танкового взвода, роты, офицер связи 59-й танковой бригады в составе 11-го танкового корпуса, помощник начальника штаба и начальник штаба 54-го отдельного танкового линейного танкового полка в составе 12-й гвардейской кавалерийской дивизии, воевал на Брянском, Южном, Центральном, 1-м и 2-м Украинских фронтах.
С 1946 года служил в бронетанковых и механизированных войсках в должности помощника начальника отдела боевой подготовки и начальника отдела самоходной артиллерии штаба бронетанковых и механизированных войск Северо-Кавказского военного округа. С 1947 по 1949 год — начальник штаба отдельного танкосамоходного батальона. 
С 1949 по 1953 обучался в Военной ордена Ленина академии бронетанковых и механизированных войск Красной Армии имени И. В. Сталина. С 1953  года — заместитель командира мотострелкового полка, начальник оперативного отделения механизированной дивизии, командир механизированного полка. С 1957 по 1958 год — начальник штаба танковой дивизии.
С 1958 по 1961 год обучался в Военной академии Генерального штаба Вооружённых Сил СССР. С 1961 год направлен в войска РВСН СССР. С 1961 по 1968 год — командир 58-й Мелитопольской Краснознамённой ордена Суворова ракетной дивизии, в состав которой были включены полки с ракетными комплексами Р-12.
22 февраля 1963 года Постановлением СМ СССР ему было присвоено воинское звание генерал-майор. С 1967 по 1973 год — начальник Рижского высшего военного командного Краснознамённого училища имени С. С. Бирюзова. В 1970 году защитил диссертацию на соискание учёной степени кандидат технических наук. 4 ноября 1973 года Постановлением СМ СССР ему было присвоено воинское звание генерал-лейтенант. С 1974 по 1977 год — начальник Ленинградской Краснознамённой военно-воздушной инженерной академии имени А. Ф. Можайского.
С 1977 года в запасе.
Скончался 26 мая 1991 года в Ленинграде.

## Награды
- Орден Ленина (21.02.1967)
- Орден Красного Знамени (20.04.1945)
- три ордена Отечественной войны I степени (23.05.1945, 06.04.1985) и II степени (17.09.1944)
- два ордена Красной Звезды (30.03.1943, 30.12.1956)
- Медаль «За боевые заслуги» (15.11.1950)
- Медаль «За победу над Германией в Великой Отечественной войне 1941—1945 гг.» (09.05.1945)[5][2]